# Вудланд (Вашингтон)
Вудланд (енгл. Woodland) град је у америчкој савезној држави Вашингтон. По попису становништва из 2010. у њему је живело 5.509 становника.

## Демографија
Према попису становништва из 2010. у граду је живело 5.509 становника, што је 1.729 (45,7%) становника више него 2000. године.
| Група             | 2000.         | 2010.         |
| Белци             | 3.378 (89,4%) | 4.370 (79,3%) |
| Афроамериканци    | 13 (0,3%)     | 48 (0,9%)     |
| Азијати           | 17 (0,4%)     | 45 (0,8%)     |
| Хиспаноамериканци | 278 (7,4%)    | 912 (16,6%)   |
| Укупно            | 3.780         | 5.509         |